# Senhora dos Remédios
Senhora dos Remédios är en kommun i Brasilien.   Den ligger i delstaten Minas Gerais, i den sydöstra delen av landet, 700 km sydost om huvudstaden Brasília. Antalet invånare är 10 202.
Omgivningarna runt Senhora dos Remédios är huvudsakligen savann. Runt Senhora dos Remédios är det ganska glesbefolkat, med 43 invånare per kvadratkilometer.